# Bokermannohyla flavopicta
A Bokermannohyla flavopicta a kétéltűek (Amphibia) osztályának békák (Anura) rendjébe és a levelibéka-félék (Hylidae) családjába tartozó faj.

## Előfordulása
A faj Brazília endemikus faja. Természetes élőhelye a szubtrópusi vagy trópusi nedves hegyvidéki erdők és folyók.

## Megjelenése
A hímek mérete 51,9 - 65,3 mm, a nőstényeké 60,2 - 61,6 mm. Fejének elülső része rövid, felülnézetből legömbölyített, oldalnézetből legömbölyített-lecsapott. Hallószervének átmérője 0,06-0,08 mm. Hátának színe a világosszürkétől a világosbarnáig terjed, apró sötét színű pontokból álló szabálytalan márványos foltokkal tarkítva. A felső és alsó ajkakon, a szemhéjon, szemétől az orráig, torkán, füle alatt, ujjain, karjain, oldalán, lábán combján és a kloáka környékén apró, sárga pontok láthatók.